# Eutettix marmoratus
Eutettix marmoratus är en insektsart som beskrevs av Van Duzee 1892. Eutettix marmoratus ingår i släktet Eutettix och familjen dvärgstritar. Inga underarter finns listade i Catalogue of Life.